# Palazzo Giustinian Pesaro

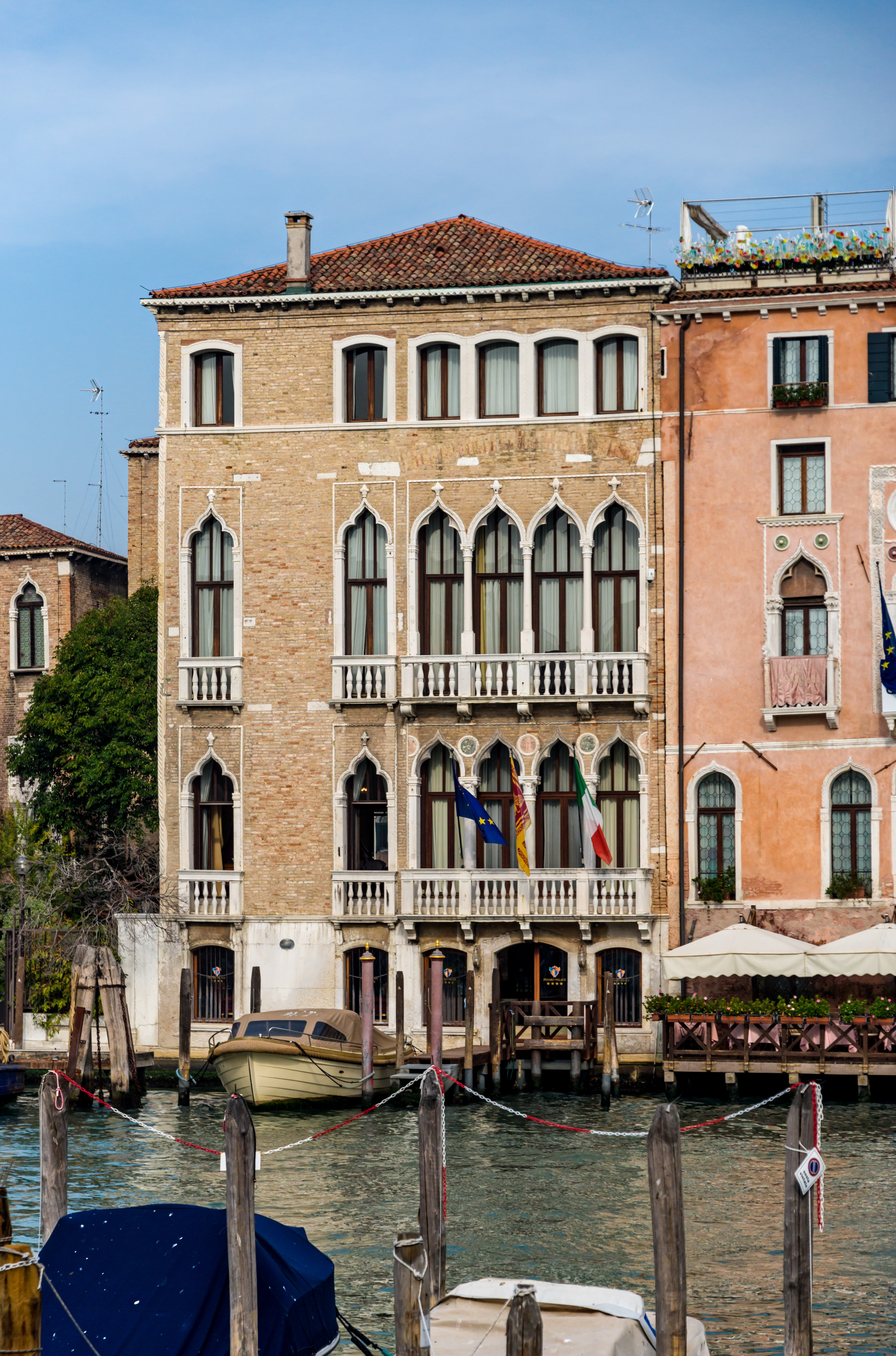
Palazzo Giustinian Pesaro: Fassade zum Canal Grande, rechts der Palazzo Morosini Sagredo

Palazzo Giustinian Pesaro ist ein Palast in Venedig in der italienischen Region Venetien. Er liegt im Sestiere Cannaregio mit Blick auf den Canal Grande zwischen der Ca’ d’Oro und dem Palazzo Morosini Sagredo.

## Geschichte
Der Palast wurde Ende des 14. Jahrhunderts erbaut. Später wurde er im 18. und im 19. Jahrhundert umgebaut. 2006 wurde das Wohnhaus in ein Hotel umgebaut und 2014 wurde es zum Verkauf angeboten.

## Beschreibung
Das gotische Gebäude, das vollkommen umgebaut wurde, lässt die Ergebnisse zahlreicher Umbauten im Laufe der Jahrhunderte erkennen. Die Fassade über zwei Hauptgeschosse mit etlichen Vierfachfenstern, die aus der Mitte nach rechts versetzt sind, erscheint asymmetrisch. Jedes der Vierfachfenster wird durch ein Paar von Einzelfenstern flankiert; alle Fenster haben Kielbögen und sind von gezahnten und mit typischen Blumen an den Spitzen dekorierten Rahmen umgeben, aber die Balkone sind aus dem 19. Jahrhundert.
Die Fassade auf den großen Garten hinaus wurde im 18. Jahrhundert umgestaltet, aber der gesamte Komplex wurde im 19. Jahrhundert aufgestockt.